# Maialen Fernández Cabezas
Maialen Fernández Cabezas (Barakaldo, 1974) és una política i empresària espanyola. Llicenciada en ciències econòmiques i empresarials per la Universitat del País Basc (1998), ha estat gerenta d'empreses i sotsdirectora del Banc Santander a Barcelona i Tarragona (2002-2017). En les eleccions al Parlament de Catalunya de 2017, va ser elegida diputada en representació de Ciutadans per la circumscripció de Tarragona. Va ser professora titulada de ballet clàssic pels Conservatoris de Madrid (1990) i San Sebastià (1991). Viu a Cambrils.